# Sendangmulyo (Sluke)
Sendangmulyo is een bestuurslaag in het regentschap Rembang van de provincie Midden-Java, Indonesië. Sendangmulyo telt 2024 inwoners (volkstelling 2010).